# Starigrad
Starigrad je općina u Hrvatskoj. Nerijetko se naziva prema naselju Starigrad Paklenica, kako bi se razlikovala od Starog Grada na Hvaru.

## Općinska naselja
U sastavu općine tri su naselja: Starigrad Paklenica, Seline i Tribanj.
U pravcu Karlobaga su naselja, Tribanj Šibuljine, Tribanj Kruščica i Tribanj Sveta Marija Magdalena. Naselja su malena smještena u lijepim uvalama sjeverozapadno od Nacionalnog parka Paklenica. 

## Zemljopisni položaj i vegetacija
Starigrad se nalazi na krajnjem sjeverozapadnom dijelu Zadarske županije, a zemljopisno pripada sjevernoj Dalmaciji. Naselja općine protežu se duž dvadesetak kilometara obale Jadranskog mora, a nadvisuje ih planina Velebit, na čijim se južnim padinama nalazi Nacionalni park Paklenica. Ovo područje u cijelosti je u zaštićenom prirodnom okruženju jer Velebit zajedno sa svojom obalom od 1981. godine ima status parka prirode. Zbog karbonatne građe, karakterizira ga iznimno bogatstvo hidroloških i geomorfoloških oblika i pojava. Manita peć i Jama Vodarica najpoznatiji su speleološki objekti. Najviši planinski vrh Velebita je Vaganski vrh (1757 m), a slijede ga Sveto brdo (1752 m) i Babin vrh (1723 m). Prostor je pod utjecajem submediteranske i planinske klime što utječe na raznolikost vegetacije i njezine promjene s nadmorskom visinom. U Paklenici prevladavaju krški predjeli s niskim raslinjem i bukova šuma. Zastupljeni su bijeli i crni grab te crni bor na području nacionalnog parka. Vegetacija obiluje ljekovitim biljem (kadulja, komorač, metvica, vrisak, gospina trava), endemskim i reliktnim vrstama.

## Stanovništvo
Prema popisu stanovništva iz 2011. godine, općina ima 1876 stanovnika, u Starigradu Paklenici 1140, u Selinama 469 i u Tribnju 267 stanovnika.
| broj stanovnika | 1549  | 1758  | 2030  | 2413  | 2809  | 3165  | 3475  | 3358  | 2603  | 2528  | 2405  | 2361  | 2107  | 2097  | 1893  | 1876  | 1697  |
|                 | 1857. | 1869. | 1880. | 1890. | 1900. | 1910. | 1921. | 1931. | 1948. | 1953. | 1961. | 1971. | 1981. | 1991. | 2001. | 2011. | 2021. |

| broj stanovnika | 511   | 550   | 640   | 777   | 912   | 1091  | 1157  | 1300  | 991   | 1092  | 1109  | 1163  | 1135  | 1159  | 1100  | 1140  | 1051  |
|                 | 1857. | 1869. | 1880. | 1890. | 1900. | 1910. | 1921. | 1931. | 1948. | 1953. | 1961. | 1971. | 1981. | 1991. | 2001. | 2011. | 2021. |

## Poznate osobe
- Branko Katalinić, sveučilišni profesor, znanstvenik i stručnjak za područje fleksibilne automatizacije, robotike, inteligentnih samoorganizirajućih proizvodnih sustava i mehatronike
- Jure Petričević, poljodjelski stručnjak i kulturni mecena
- Zoran Šikić, inženjer šumarstva i doktor biotehničkih znanosti
- Zvonko Benzia, katolički svećenik, umro na glasu svetosti[7]

## Povijest Starigrada Paklenice
Velebitski prostor naseljen je još od razdoblja paleolitika, o čemu svjedoče keramički fragmenti pronađeni u pećinama. Sondažno iskopavanje Vaganačke pećine pokazuje kontinuitet naseljavanja od mezolitika do željeznog doba. Nakon trećeg vala panonsko-balkanskih seoba, na prijelazu iz 10. u 9. stoljeće prije Krista, na ovim prostorima oblikuje se liburnska kultura i formiraju se gradinska naselja. Dubolnić opisuje sljedeće gradine: Lisarica, Sveta Trojica, Kojići Milovci, Gradina i Gradinica na Malom Rujnu, Gradina na Velikom Rujnu, Starigrad – centar, Gradina Marasovići, Paklarić, Gradina Seline, Gradina Kneževići, Gradina Modrič te nekoliko novootkrivenih lokaliteta. Dolaskom Rimljana gradine nastavljaju funkcionirati unutar grada Argyruntuma koji je dobio status municipija za vrijeme vladavine cara Tiberija. Argirunt se spominje u 1. stoljeću nakon Krista u djelu Naturalis Historia, autora Plinija Starijeg. Tijekom sukoba bizantske vlasti s Ostrogotima u 6. stoljeću, bizantski car Justinijan I. gradi utvrdu na položaju liburnske gradine Sveta Trojica, nedaleko od današnjeg naselja Tribanj-Šibuljina. Mihovil Abramić i Anton Colnago 1908. godine provode prva arheološka istraživanja uzduž glavne antičke ceste kojom se ulazilo u grad, na području gdje su mještani pokapali svoje incinerirane pokojnike. Tako je grad mrtvih razjasnio detalje o životu grada, kulturi, običajima, socijalnoj strukturi i trgovačkoj povezanosti. Unutar 400 grobova pronađeni su raznoliki i rijetki grobni prilozi: nakit od bronce, srebra, stakla i jantara, oruđe, oružje, brončane, keramičke i staklene posude te brojne uljane svjetiljke (lucerne) s reljefnim žigovima čak 25 različitih proizvođača. Argyruntum se održao do 4. stoljeća, nakon čega mu se gubi trag. Pretpostavka je da se zbog slabljenja ekonomske moći stanovništvo povuklo na neku od predrimskih gradina na kojima su se mogli baviti stočarstvom. U ranom srednjem vijeku započinje starohrvatsko naseljavanje, o čemu svjedoče sakralni objekti. Ovdje se doseljavaju Morlaci. Tijekom najvećih osmanskih opasnosti u 16. i prvoj polovici 17. stoljeća područje biva opustošeno, a Mlečani ga nakon Kandijskog rata naseljavaju Bunjevcima. Sukobi Mlečana i Habsburgovaca oko podvelebitskih naselja vodili su se sve do pada Mletačke Republike 1797. godine.

## Gospodarstvo
Stanovništvo se u prošlosti bavilo nomadskim stočarstvom, o čemu svjedoče ljetni planinski pastirski stanovi, šumarstvom i oskudnom poljoprivredom. Razvojem prometnica te zbog specifičnih ambijentalnih i klimatskih značajki, u gospodarstvu su danas dominantne uslužne djelatnosti i turizam. To je potisnulo tradicionalne gospodarske grane, a posljedično dovelo i do demografskog pustošenja pakleničkih zaselaka. Starigrad ima preduvjete za razvoj posebnih oblika turizma, kao što su seoski i avanturistički odnosno sportski turizam. Čist okoliš pruža mogućnosti za proizvodnju autohtone hrane visoke kvalitete, čime bi se razvile brojne grane gospodarstva: maslinarstvo, voćarstvo, povrtlarstvo, stočarstvo, pčelarstvo, ribarstvo i marikultura. Iako ukupne obradive poljoprivredne površine zauzimaju mali postotak područja općine, tradicionalne gospodarske grane se revitaliziraju i nastoje se istaknuti na tržištu zdrave hrane i prehrambenih proizvoda visoke kakvoće i specifičnosti.

## Spomenici kulture
- Večka kula srednjovjekovna je utvrda smještena uz samu obalu, između Starigrada i Selina. Kula potječe iz doba obrane od Turaka, a prema narodnoj legendi o kralju Pasoglavu, bila je kraljevski dvor.
- Paklarić je srednjovjekovna utvrda koja se nalazi na položaju nekadašnje gradine s istočne strane ulaza u kanjon Velike Paklenice na nadmorskoj visini od 121 metra. Do vidikovca vodi staza koja započinje na starom obnovljenom mlinu. Istraživanje Paklarića provedeno je 2001. godine.[11]
- Crkva svetog Petra je srednjovjekovno zdanje smješteno uz Jadransku magistralu između Starigrada i Selina, pored potoka Velike Paklenice. Crkva je građena u dvije faze: srednjovjekovnoj i kasnosrednjovjekovnoj, nakon koje su dograđeni zvonik i kontrafori.[12] Oko crkve (i unutar nje) nalazi se groblje koje se koristilo od 14. do 16. stoljeća. Sačuvane su masivne kamene nadgrobne ploče mjestimično ukrašene plitkim reljefnim prikazima.[13] U prvoj fazi istraživanja 1999. godine pronađeni su brojni grobni prilozi, naušnice, prstenje i novac.[14]
- Mirila su pogrebni spomenici uz velebitske staze nastali u razdoblju od 17. do 20. stoljeća. Povezani su s pogrebnim običajem stanovništva koje je zbog udaljenosti od župne crkve i groblja svoje pokojnike moralo nositi do groblja. Spomenici se sastoje od uzglavnog i uznožnog kamena s popločenjem između njih. Na putu do groblja, preminuli bi se položio na tlo i izmjerio po dužini tijela, a mjera bi se zabilježila kamenim pločama. Nakon pokopa izrađivalo se mirilo. Ljudi su ih poštovali i posjećivali više od samog groba u kojem je tek »tijelo, bez duše koja je ostala na mirilu«.[15] Na mirilima Kruškovac sačuvana je i jedna od rijetkih uzglavnica s uklesanim antropomorfnim simbolom.[16][17]
- Etnokuća Marasovići jedan je od primjera obnovljene tradicijske gradnje. Nalazi se pred ulazom u Nacionalni park Paklenica, u starom zaseoku Marasovići.
- Posebnost gradnje su kuće cimentare s bačvastim betonskim krovovima na kubu.

## Galerija
- Crkva sv. Petra u Starigradu Paklenici
- Crkva sv. Petra
- Crkva sv. Petra noću
- Panorama Velebita
- Večka kula
- Večka kula
- Starigrad Paklenica
- Mirila
- Starigrad Paklenica

## Antičko staklo
Staklo pronađeno na nekropoli uvozilo se iz Egipta, Sirije, Cipra, Italije, galsko-rajnskih oblasti i dijelom iz Panonije, što govori o postojanju brojnih trgovačko-ekonomskih odnosa Argyruntuma i provincije Dalmacije s gotovo svim područjima Rimskog Carstva. Nekoliko primjeraka pripisuje se domaćoj staklarskoj radionici.  Zbirka se sastoji se od 146 većinom cjelovitih primjeraka, među kojima su: boce, bočice, posudice za pomasti, zdjelice, vrčevi, vrčići, čaše, pehari s jednom ručkom (modiolus), amorfisci (amphoriskos), balzmariji (balsamarium), urne (olla cineraria) te po jedan primjerak aribalosa (aryballos), gutusa, ritona i kapalice (infundibulum). Većina ovih predmeta je čuvana u fundusu Arheološkog muzeja u Zadru, a od 2009. godine u Muzeju antičkog stakla u Zadru.

## Kultura
- 15. kolovoza se blagdan Velike Gospe slavi i obilježava hodočašćem na Veliko Rujno i pučkom svečanošću.
- U Starigradu Paklenici se od ljeta 2010.godine, održava Međunarodni festival glazbenog dokumentarnog filma.[20]
- Paklenica je bila jedna od lokacija snimanja filmova Winnetou (1962. – 1966.) i Scalawag (1973.).[21]

## Šport
Od 2002. održava se međunarodna planinska utrka Starigrad – Veliko Rujno, koja je povremeno državno prvenstvo u planinskom trčanju.

## Vanjske poveznice
- Stranica Općine Starigrad
- Stranica Turističke zajednice
- Mirila[neaktivna poveznica]
- Nacionalni park Paklenica
- Državni zavod za statistiku
- Starigrad Paklenica Film Festival  Arhivirana inačica izvorne stranice od 4. rujna 2013. (Wayback Machine)
- Večka kula i zaseok Marasovići u filmu Protuha

|  | Portal Hrvatske: pristup člancima s tematikom o Hrvatskoj |